# Selnik
Selnik är en ort i Kroatien.   Den ligger i länet Varaždin, i den nordöstra delen av landet, 70 km nordost om huvudstaden Zagreb. Selnik ligger 151 meter över havet och antalet invånare är 909.
Terrängen runt Selnik är platt. Runt Selnik är det tätbefolkat, med 297 invånare per kvadratkilometer. Närmaste större samhälle är Čakovec, 18,7 km nordväst om Selnik. Trakten runt Selnik består till största delen av jordbruksmark.